# Osorkon II
Osorkon II (... – 850 a.C.) è stato un faraone della XXII dinastia egizia.

## Biografia
Figlio di Takelot I, Osorkon II ebbe un lungo regno, all'incirca venticinque anni. Malgrado la sempre più instabile situazione interna e la progressiva perdita di potere da parte del sovrano per l'Egitto si trattò di un periodo di relativa pace.
Nel 4º anno di regno Osorkon II permise che alla carica di Primo Profeta di Amon, a Tebe salisse Horsaset (Harsiesis), figlio di Sheshonq C che aveva ricoperto l'incarico in precedenza. Si trattava in pratica di un ritorno alla trasmissione ereditaria della carica instaurata da Herihor all'inizio della XXI dinastia ed interrotta da Sheshonq I, fondatore della XXII dinastia.

Il nuovo Primo Profeta, forte del riconoscimento del sovrano legittimo, rivendicò la piena sovranità sulla regione tebana attribuendosi l'intera titolatura reale ed assumendo come nome Horo: Toro possente, incoronato in Tebe in contrapposizione con Osorkon II che aveva assunto come nome Horo Toro possente, incoronato da Ra.
Alla morte di Horsaset, forse dopo il regno di un figlio di questi (..dju..) durato circa cinque anni, il sovrano cercò di rimediare alla situazione creatasi nominando Primo Profeta di Amon il figlio Nimlot e mettendo altri figli a capo di altri collegi sacerdotali.
I fatti del regno di Osorkon ci sono prevenuti grazie ad una lunga iscrizione proveniente da Karnak conosciuta come gli annali di Osorkon. Da questa fonte sappiamo che il sovrano celebrò una festa Sed a Bubasti, nel 22º anno di regno. Sempre dalla stessa fonte veniamo sapere della proscrizione del culto di Seth, in precedenza importante divinità della regione del delta del Nilo. In politica estera Osorkon proseguì la politica dei suoi predecessori rafforzando il legami con Biblo. Nell'853 a.C. inviò un contingente di circa mille uomini in supporto al Regno d'Israele nel tentativo di frenare l'espansionismo assiro di Salmanassar III (battaglia di Qarqar).

Ad occidente il sovrano dovette anche intervenire per tenere a bada le tribù libiche che avevano preso il posto dei Libu e dei Mashuash, ormai egizianizzati.
Alla sua morte Osorkon II fu sepolto nel tempio di Amon a Tanis (tomba V), dove la sua tomba venne scoperta nel 1939 da Pierre Montet.

## Titolatura
| G5 |

| G5 |

|       |
| \| \| |
|       |
|       |

|  |

|       |
| \| \| |
|       |
|       |

|  |

| G16 |

| G16 |

|  |

| G8 |

| G8 |

|  |

| M23 · X1 | L2 · X1 |

| M23 · X1 | L2 · X1 |

| N5 | F12 | H6 | mn · n | U21 · n |

| N5 | F12 | H6 | mn · n | U21 · n |

| N5 | F12 | H6 | mn · n | U21 · n |

| N5 | F12 | H6 | mn · n | U21 · n |

| N5 | F12 | H6 | mn · n | U21 · n |

| N5 | F12 | H6 | mn · n | U21 · n |

| N5 | F12 | H6 | mn · n | U21 · n |

| N5 | F12 | H6 | mn · n | U21 · n |

| G39 | N5 |

| G39 | N5 |

| i | mn · n | mr | V4 | Aa18 | i | r · n · V31 |

| i | mn · n | mr | V4 | Aa18 | i | r · n · V31 |

| i | mn · n | mr | V4 | Aa18 | i | r · n · V31 |

| i | mn · n | mr | V4 | Aa18 | i | r · n · V31 |

| i | mn · n | mr | V4 | Aa18 | i | r · n · V31 |

| i | mn · n | mr | V4 | Aa18 | i | r · n · V31 |

| i | mn · n | mr | V4 | Aa18 | i | r · n · V31 |

| i | mn · n | mr | V4 | Aa18 | i | r · n · V31 |